# Ichthyophis monochrous
Ichthyophis monochrous és una espècie d'amfibis gimnofions de la família Ichthyophiidae. Habita a Brunei, Indonèsia, i Malàisia. El seu hàbitat natural inclou boscos tropicals o subtropicals secs a baixa altitud, rius, corrents intermitents d'aigua, plantacions, jardins rurals, zones prèviament boscoses ara molt degradades, terres d'irrigació, i terra cultivable inundada per estacions.